# NGC 6001
NGC 6001 ist eine 13,7 mag helle spiralförmige Radiogalaxie vom Hubble-Typ Sc im Sternbild Nördliche Krone, die schätzungsweise 450 Millionen Lichtjahre von der Milchstraße entfernt ist. Sie bildet zusammen mit der etwa 465 Millionen Lichtjahre entfernten Galaxie PGC 56051 (welche gelegentlich falsch als NGC 6002 identifiziert wird) eine optische Doppelgalaxie.
Das Objekt wurde am 11. April 1785 von Wilhelm Herschel mit einem 18,7-Zoll-Spiegelteleskop entdeckt, der sie dabei mit „vF, S, R, verified with 240 power easily“ beschrieb.